# Empoascanara hazarensis
Empoascanara hazarensis är en insektsart som först beskrevs av M. Firoz Ahmed 1970.  Empoascanara hazarensis ingår i släktet Empoascanara och familjen dvärgstritar.
Artens utbredningsområde är Pakistan. Inga underarter finns listade i Catalogue of Life.